# Tenacious D in: Post-Apocalypto
Tenacious D in: Post-Apocalypto é uma animação americana de 2018 feita para promover Post-Apocalypto, o quarto álbum da banda americana Tenacious D. 
O filme é uma animação em slides que mostra Jack Black e Kyle Gass sobrevivendo em meio a uma terra devastada por uma bomba atômica. Lançada originalmente como uma série em 8 capítulos através do YouTube, no dia do lançamento do álbum foi publicado a versão em filme da série, com todos os episódios em um único vídeo.
O segundo episódio, chamado "Chapter 2: Cave", foi retirado do YouTube por conta de cenas de sexo explícito. Pouco tempo depois, o vídeo foi repostado com uma restrição de idade.

## Elenco
- Jack Black como JB
- Kyle Gass como KG